# Super Bowl LVI
El Super Bowl LVI fue el 56.º Super Bowl y el 52.º partido de campeonato de la National Football League (NFL) de la era moderna correspondiente a la temporada 2021. El juego estuvo programado para jugarse el 13 de febrero de 2022 en el SoFi Stadium en Inglewood, California. Fue el octavo Super Bowl organizado en el área metropolitana de Los Ángeles, siendo el último el Super Bowl XXVII en 1993, celebrado en el Rose Bowl, y el primero en la ciudad de Inglewood. El juego fue televisado a nivel nacional por NBC en inglés y en Telemundo y Universo en español, así como transmitido en ambos idiomas a través del servicio de streaming Peacock. Los equipos enfrentados fueron Los Angeles Rams y Cincinnati Bengals.
Los Rams, que eran a priori los favoritos, lograron remontar el partido a los Bengals. Los mariscales de campo (quaterbacks) de ambos equipos se lesionaron y continuaron jugando lesionados en un vistoso partido. La victoria de los Rams fue la segunda y la primera como equipo con sede en Los Ángeles.

## Trasfondo

### Proceso de selección del anfitrión

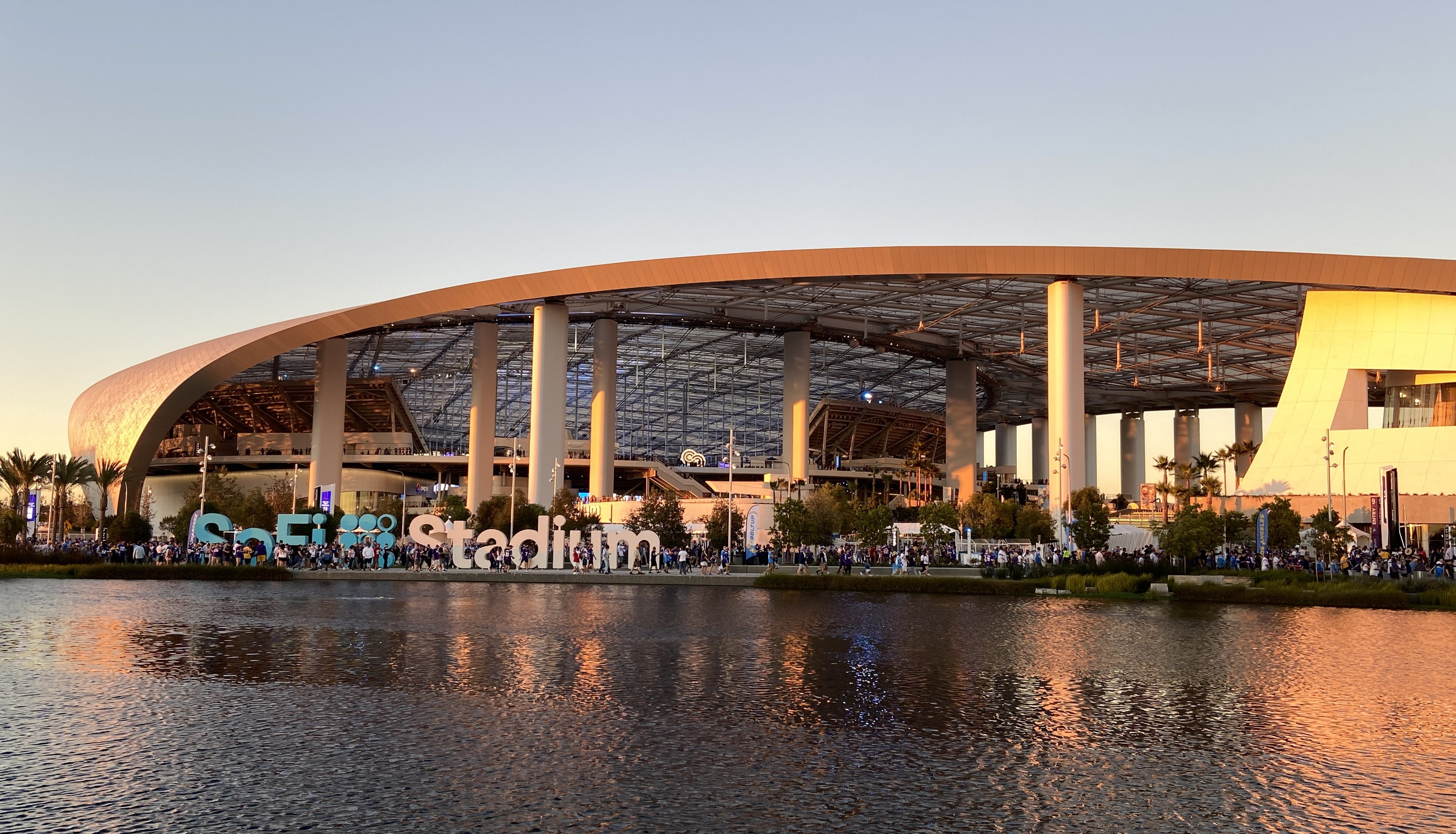
El SoFi Stadium en noviembre de 2021

A diferencia de la mayoría de los Super Bowls anteriores, no se aceptaron ofertas para el Super Bowl LVI. Las ofertas para el Super Bowl LIII, el Super Bowl LIV y el Super Bowl LV se eligieron del mismo grupo de candidatos en una reunión celebrada el 24 de mayo de 2016. Atlanta, Miami, Los Ángeles y Bahía de Tampa fueron los cuatro candidatos para las tres contiendas; Atlanta recibió el Super Bowl LIII, Miami el Super Bowl LIV y Los Ángeles (que se negó a ofertar para el Super Bowl LIV y no era elegible para el Super Bowl LIII) el Super Bowl LV.
El 18 de mayo de 2017, las autoridades anunciaron que la apertura del nuevo estadio de Los Ángeles, SoFi Stadium, originalmente programada para el inicio de la temporada 2019, se había retrasado un año hasta 2020. Como resultado, en las reuniones de propietarios de la liga en Chicago el 23 de mayo de 2017, la liga volvió a otorgar el Super Bowl LV al único candidato restante, Tampa Bay, y otorgó el Super Bowl LVI a Los Ángeles.
El logotipo oficial del juego se dio a conocer el 9 de febrero de 2021, manteniendo el diseño estándar utilizado desde el Super Bowl LI, pero introduciendo diseños con temática de puesta de sol que reflejan el paisaje de la ciudad anfitriona/área cercana (presentando en este caso palmeras) dentro de los números romanos tradicionales.

### Impacto de la pandemia de COVID-19
A principios de enero de 2022, se informó que el AT&T Stadium en Arlington, Texas, estaba siendo considerado como una sede alternativa para el juego como plan de contingencia debido a un aumento de infecciones por COVID-19 en California atribuidas a la variante Ómicron. El estadio fue sede por última vez del Super Bowl XLV en 2011. Sin embargo, la NFL confirmó más tarde el 13 de enero que el juego permanecería en el SoFi Stadium.
La asistencia al partido no estuvo limitada, a diferencia del Super Bowl LV de 2021, que se disputó con una audiencia del 37% del aforo.Los fanáticos que asistieron a las festividades del Super Bowl antes del juego y los que asistieron a este recibieron una mascarilla KN95 gratis.Según las órdenes de salud pública del Condado de Los Ángeles, los asistentes al juego debían mostrar prueba de vacunación, una prueba PCR negativa realizada dentro de las 48 horas o una prueba de antígeno negativa realizada dentro de las 24 horas. El requisito de prueba de vacunación se implementó para grandes eventos al aire libre en el Condado de Los Ángeles desde octubre de 2021.
Quienes solicitaron acreditación de prensa para el Super Bowl y los playoffs debían estar completamente vacunados y haber recibido al menos una dosis de refuerzo de la vacuna.

## Transmisión

### Estados Unidos

#### Televisión
El Super Bowl LVI fue televisado por NBC, como parte de una modificación única del ciclo anual entre los tres principales socios televisivos de la NFL.En el ciclo normal, el juego habría sido televisado por CBS. Sin embargo, para evitar contraprogramar los Juegos Olímpicos de Invierno de 2022 en Pekín (que son televisados exclusivamente por NBC), la NFL anunció el 13 de marzo de 2019 que NBC había acordado intercambiar el Super Bowl LV de 2021 con CBS a cambio del Super Bowl LVI. Este intercambio le dio a NBC los derechos de ambos eventos y la cadena planeó maximizar los ingresos publicitarios de estos (como lo hizo para el Super Bowl LII antes de los Juegos Olímpicos de 2018). Posteriormente, en noviembre de 2021, NBC anunció que un bloque en horario estelar de la cobertura de los Juegos Olímpicos de Invierno se emitiría después del Super Bowl LVI en lugar de nueva programación de entretenimiento.
Esta situación también quedó codificada en los nuevos contratos televisivos de 11 años de la NFL que entraron en vigor en la temporada 2023 (que amplía la rotación del Super Bowl a cuatro cadenas), donde el ciclo está alineado para otorgarle a NBC los derechos del Super Bowl en los futuros años olímpicos de invierno de 2026, 2030 y 2034.
La transmisión de NBC contó con Al Michaels como locutor principal y Cris Collinsworth como analista. Michele Tafoya reportó desde la línea lateral de los Rams y Kathryn Tappen desde la línea lateral de los Bengals. Este fue el undécimo Super Bowl de Michaels como narrador, lo que lo empató con Pat Summerall en la mayor cantidad de Super Bowls en televisión. Collinsworth trabajó en su quinto Super Bowl como analista y el cuarto desde que reemplazó a John Madden como analista principal. Este sería el último juego en NBC tanto para Michaels como para Tafoya; después del partido, Tafoya anunció que dejaría su puesto para perseguir otros intereses fuera de la transmisión deportiva y Amazon Prime Video anunció que Michaels se mudaría al Thursday Night Football en la temporada 2022. La NBC empleó ángulos de cámara adicionales en la línea de gol, la línea lateral y la zona de anotación, y un nuevo paquete de gráficos para la transmisión. La cobertura contó con una introducción especial protagonizada por la actriz Halle Berry.
Como Mike Tirico fue el presentador de estudio tanto de la NFL como de los Juegos Olímpicos, este viajó de regreso desde Beijing a mitad de la semana de la apertura de los juegos y presentó brevemente su cobertura en horario estelar desde la sede de NBC Sports en Stamford, Connecticut (utilizando una versión redecorada del set de Football Night in America) antes de volar a Los Ángeles para el fin de semana del Super Bowl. Luego, Tirico presentó la cobertura de los Juegos Olímpicos en horario estelar desde el set de NBC junto al lago en los terrenos del SoFi Stadium, antes de regresar a Stamford después del Super Bowl.
El juego fue transmitido en español por la cadena hermana de NBC, Telemundo, la primera vez que una transmisión dedicada exclusivamente a este idioma se transmitió por televisión abierta. Carlos Mauricio Ramírez se encargó de la narración del juego, mientras que Jorge Andrés y Rolando Cantú se encargaron del análisis en la cabina, antes y después del juego. Ariana Figuera fue la reportera en el campo y Miguel Gurwitz lideró la cobertura de apoyo previa, del medio tiempo y posterior al juego. Además de la presencia de NBC en el SoFi Stadium y sus alrededores, Telemundo organizó un programa previo al juego desde Plaza México en Lynwood para mostrar a la comunidad latina de California.

#### Publicidad
NBC cobró entre 6,5 y 7 millones de dólares por un anuncio de 30 segundos en el Super Bowl LVI; CBS recibió 5.5 millones de dólares el año anterior por anuncios del Super Bowl. Budweiser, Coca-Cola, Hyundai y Pepsi estuvieron entre los patrocinadores que regresaron después de saltarse el Super Bowl anterior debido al impacto económico de la pandemia de COVID-19.Universal Pictures, Paramount Pictures, HBO Max, Netflix, Disney, Sony Pictures, Warner Bros., Peacock, AMC+ y Amazon Prime Video promocionaron sus próximas películas y series durante el juego. Entre ellas, Jurassic World: Dominion, ¡Nop!, Ambulance, The Lost City, "Sonic 2, la película", Winning Time, El proyecto Adam, Doctor Strange en el multiverso de la locura, Moon Knight, Uncharted, la lista de películas de 2022 del Universo Extendido de DC, Bel-Air, Joe vs. Carole y El Señor de los Anillos: los Anillos de Poder.
La publicidad durante el juego destacó por una gran cantidad de cameos de celebridades y anuncios de tecnología futurista, particularmente de productos como vehículos eléctricos, realidad virtual y criptomonedas. Hubo muchos anuncios relacionados con criptomonedas que se compararon con los comerciales de puntocom durante el Super Bowl XXXIV en el año 2000. lo que llevó a algunos a referirse al juego como el "Crypto Bowl". Los críticos se hicieron eco de su recepción del espectáculo de medio tiempo y dijeron que varios anuncios hacían referencia destacada a los medios de comunicación de los años 1990 y 2000, destinados a evocar nostalgia entre las audiencias de la Generación X y los Millennials.
La encuesta Super Bowl Ad Meter realizada por USA Today fue ganada por Rocket Mortgage por su anuncio en el que Anna Kendrick promocionaba una casa de juguete de Barbie mientras enfrentaba las sombrías realidades del mercado inmobiliario y de la vivienda moderno.

#### Streaming
El Super Bowl LVI se transmitió vía streaming en NBCSports.com, la aplicación NBC Sports y Peacock Premium. Este fue el último partido del acuerdo de la NFL con Verizon (después del partido, se empezó a requerir NFL+ para ver los partidos locales a partir de la temporada 2022), ya que el partido también estuvo disponible en la aplicación móvil de la NFL y en la aplicación móvil de Yahoo! Sports de forma gratuita. Como parte de sus asociaciones con la liga, Verizon ofreció funciones "5G Multi-View" para los asistentes al SoFi Stadium.

#### Radio
La cobertura radial a nivel nacional estuvo a cargo de Westwood One Sports. Kevin Harlan fue el narrador del partido y estuvo junto a Kurt Warner como analista. Laura Okmin y Mike Golic fueron los reporteros laterales de cada equipo, y Gene Steratore se desempeñó como analista de reglas para la transmisión. Scott Graham se desempeñó como presentador antes y después del juego, con Willie McGinest como su copresentador.

#### Rating y audiencia
La transmisión del Super Bowl LVI atrajo la segunda audiencia más grande de la historia del Super Bowl, empatada con el Super Bowl 50, revirtiendo varios años de declive con un total de 112,3 millones de espectadores. Aproximadamente 101.1 millones de espectadores vieron el Super Bowl LVI en televisión lineal en los Estados Unidos, lo que representa un aumento del 8% con respecto al juego del año anterior. La transmisión en NBC tuvo 99,2 millones de espectadores y 1.9 millones vieron la transmisión en español de Telemundo, que fue la primera transmisión en español en mostrar el Super Bowl. Según NBC, fue la audiencia más grande en la historia de habla hispana en Estados Unidos.
11,2 millones de espectadores vieron el partido a través de servicios de streaming (incluida la visualización conjunta desde dispositivos conectados), casi duplicando el récord establecido por el Super Bowl LV el año anterior, que tuvo 5.7 millones de espectadores a través del streaming.
Si bien la audiencia aumentó, los índices de audiencia en los hogares estuvieron cerca de su nivel más bajo. El índice de audiencia general del juego, 36,9, fue el más bajo desde el Super Bowl III (36,0) y el tercer Super Bowl más bajo de todos los tiempos.

### Internacional
- ESPN International transmitió el juego en muchos territorios.[51]
- En Canadá, CTV y TSN televisaron este juego en inglés y RDS lo hizo en francés.[52] Al igual que en la mayoría de las ediciones anteriores (excepto de 2017 a 2019), a CTV se le permitió invocar la sustitución simultánea en las estaciones afiliadas de NBC disponibles en los proveedores de televisión canadienses.[53] También estuvo disponible en TSN Radio.[54]
- En el Reino Unido e Irlanda, el partido se retransmitió por televisión abierta en la cadena BBC One y en las cadenas de pago Sky Sports Main Event y NFL (así como en su canal hermano Sky Showcase). Se emitió por radio a través de BBC Radio 5 Live y Talksport.[55]
- En Australia, el juego fue televisado por Seven Network, así como por su canal hermano 7mate y la plataforma bajo demanda 7 plus.[56] El encuentro también se transmitió en la estación de radio de Melbourne 1116 SEN y fue comentado por Gerard Whateley y Ben Graham.[57]
- En Turquía, el partido fue televisado por S Sport.[51]
- En América Latina, el juego fue emitido por ESPN y en el servicio de streaming Star+.[51]
- En Francia, el partido fue televisado por beIN Sports y mediante La Chaîne L'Équipe.[58]
- En Alemania, el juego se retransmitió en abierto en ProSieben, ran y Joyn. El servicio de streaming deportivo DAZN tuvo disponible el partido en vivo en su plataforma.[59]
- En Austria, el juego se transmitió en abierto en Puls 4 y en los canales alemanes mencionados anteriormente, que también están disponibles en Austria.[60]
- En Italia, el canal de televisión abierta Rai 1 y la plataforma de streaming DAZN televisaron el partido.[51]
- En México, el juego fue televisado por TUDN (Canal 5 y ViX), Fox Sports y Azteca 7 de TV Azteca.[51]
- En Brasil, el partido fue emitido por RedeTV!, ESPN y en el servicio de streaming Star+.[61]
- En Rusia, Ucrania y la CEI, el juego fue televisado por Viasat Sport.[62]
- En Bélgica y Portugal, el partido fue transmitido por el canal por suscripción Eleven Sports.[63]
- En España, el encuentro fue retransmitido por Movistar+ y televisado en #Vamos por M+.[51]
- En Filipinas, el partido fue televisado mediante TapDMV.[51]
- En los Balcanes, el juego fue televisado en Sport Klub.[64]
- En Japón, el encuentro fue emitido por DAZN y Nippon TV.[51]
- El servicio de streaming indonesio Mola transmitió el juego en Indonesia, Timor Oriental, Malasia y Singapur.[65]
- En Dinamarca, el partido fue retransmitido por TV3 Sport.[66]
- En Polonia, el juego fue televisado por TVP Sport.[67]
- En Puerto Rico, el juego se transmitió en vivo por Telemundo Puerto Rico en español y por NBC Puerto Rico en inglés.[68]